# Samouïl Maïkapar
Samouïl Moïsseïevitch Maïkapar (en russe : Самуил Моисеевич Майкапар; ISO 9 : Samuil Moiseevič Majkapar), né le 18 décembre 1867 à Kherson et mort le 8 mai 1938 à Saint-Pétersbourg, est un compositeur russe.

## Biographie
Née au sein d'une famille karaïte, ses parents ont déménagé à Taganrog où il a passé son enfance. Il a étudié dans le même établissement que fréquentait Anton Tchekhov. Son professeur de musique depuis l'âge de six ans était le directeur de l'opéra italien à Taganrog, l'Italien Gaetano Molla. Il a fait des études de droit et, parallèlement, a suivi les cours du Conservatoire de Saint-Pétersbourg. Il en sort diplômé en composition et piano. Sur le conseil d'Anton Rubinstein, Maïkapar se rend à Vienne pour suivre des cours auprès de Theodor Lechetitsky. À Vienne, il crée et édite plusieurs de ses œuvres. De 1898 à 1901, il vit à Moscou en participant au travail du Cercle Musical Scientifique sous la direction de Sergueï Taneiev. De 1903 à 1910, Maïkapar vit en Allemagne, menant la vie du concertiste, créant de nouvelles compositions, et s'adonnant à son activité musicale et de théoricien de la musique.
Ayant reçu une invitation d'Alexandre Glazounov, il devient professeur de piano au Conservatoire de Saint-Pétersbourg. En 1914, il crée sa grande Sonate pour piano, une de ses œuvres principales. En 1925, Maïkapar donne un cycle exceptionnel pour l'époque : le cycle des 32 sonates de Beethoven. En 1930, il quitte le Conservatoire pour se consacrer exclusivement à la composition, l'interprétation et les travaux théoriques. Il meurt le 8 mai 1938 à Léningrad (Saint-Pétersbourg). Pour les pianistes, ses œuvres ont trouvé une place exceptionnelle, notamment pour la pédagogie musicale, les Birulkis, Préludes,"Valse" etc.